# Antic hospital (l'Espluga de Francolí)
Antic hospital és una obra de l'Espluga de Francolí (Conca de Barberà) protegida com a Bé Cultural d'Interès Local.

## Descripció
La façana del nord, la de la plaça, té la porta principal amb arc de mig punt adovellat i un escut de la vila a la part superior, i és feta amb carreus una mica irregulars. El primer pis és sostingut per arcs escarsers i de mig punt. Té també una porta adovellada.

## Història
Fou construït a la fi del segle xiv (el segle xii ja es troba documentat un hospital de llebrosos) i en un capbreu del segle xvi és diu que acollia malats i pobres de la vila forasters.